# 1940年上海
|        | 上海历史 |
| 世紀： | 19世紀上海 \| 20世紀上海 \| 21世紀上海                                                                                     |
| 年代： | 1910年代上海 \| 1920年代上海 \| 1930年代上海 \| 1940年代上海 \| 1950年代上海 \| 1960年代上海 \| 1970年代上海               |
| 年份： | 1936年上海 \| 1937年上海 \| 1938年上海 \| 1939年上海 \| 1940年上海 \| 1941年上海 \| 1942年上海 \| 1943年上海 \| 1944年上海 |
| 紀年： | 庚辰年（龙年）、上海开埠97周年、上海设市13周年                                                                             |

## 主要官员（公共租界）

### 工部局
- 总董： 樊克令→凯自威
- 总裁兼总办：G. Godfrey Phillips（英语：G. Godfrey Phillips）

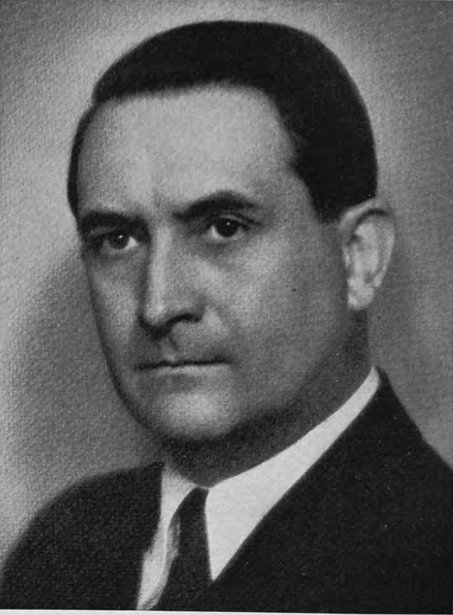
总董樊克令
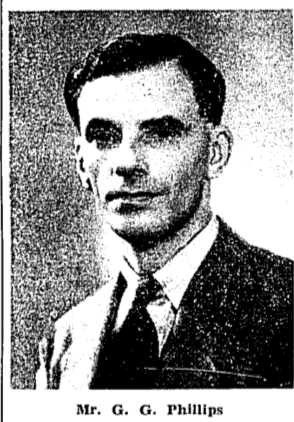
总裁、总办菲利普斯

## 主要官员（法租界）

### 总领事
- M.奥热（M. Augé）→罗朗德·德·马尔热里耶（英语：Roland de Margerie）

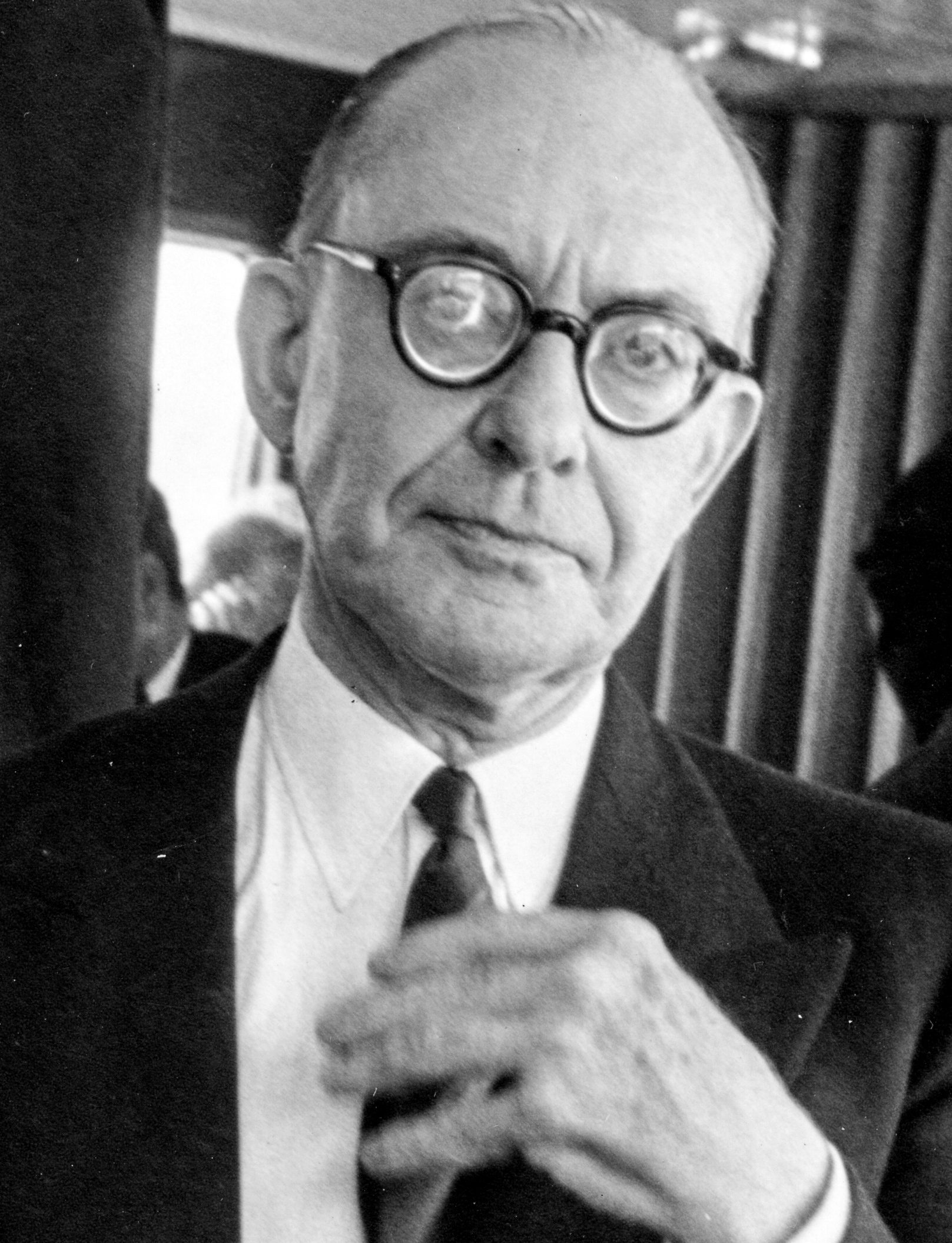
总领事马尔热里耶

## 主要官员（华界：维新政府→汪精卫政权）
维新政府与汪精卫政权交接日期为4月30日。

### 政府

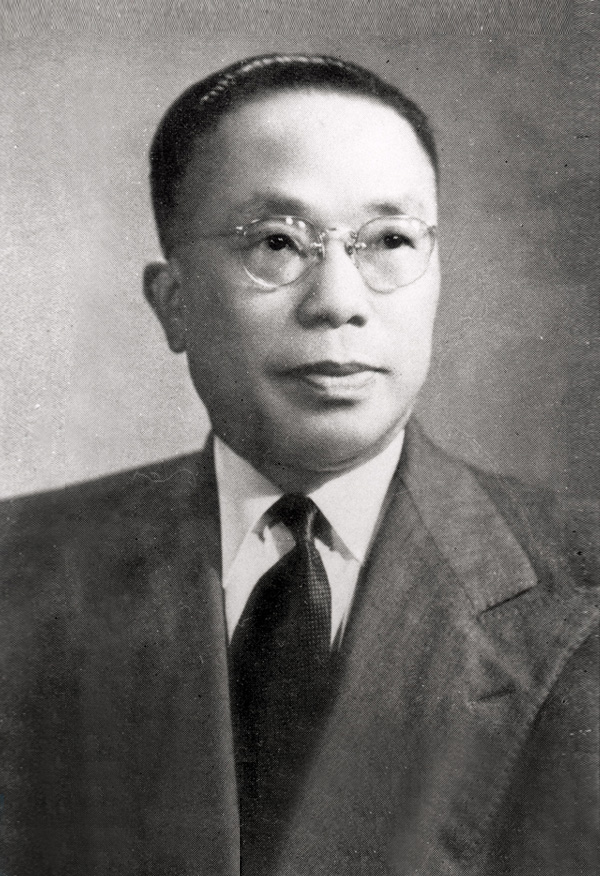
市长俞鸿钧

- 市长：傅筱庵[註 1]→苏锡文[註 2]→陈公博

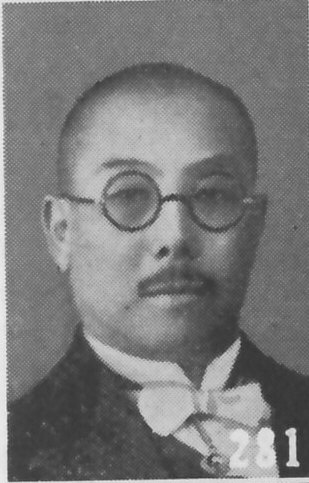
市长傅筱庵
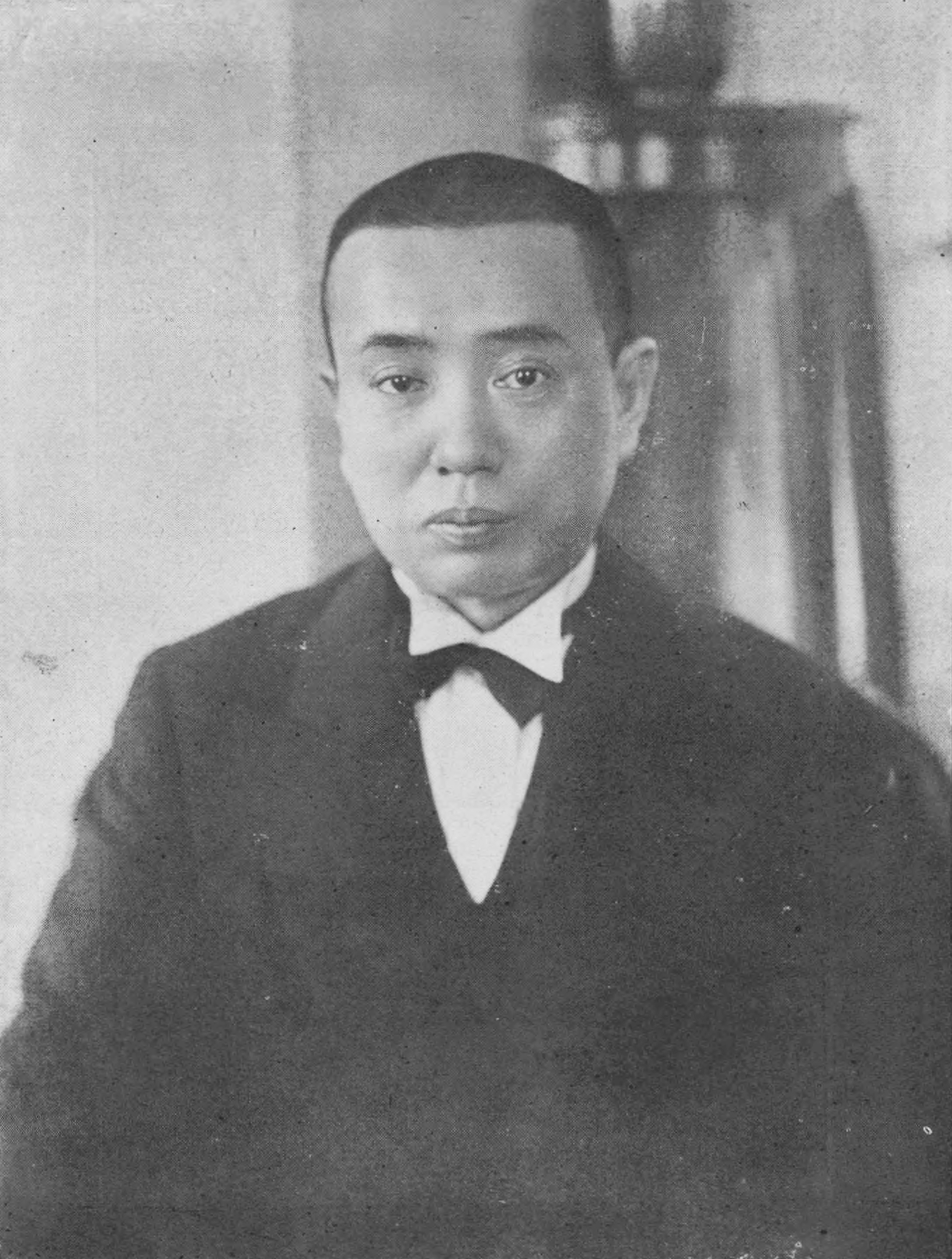
市长苏锡文
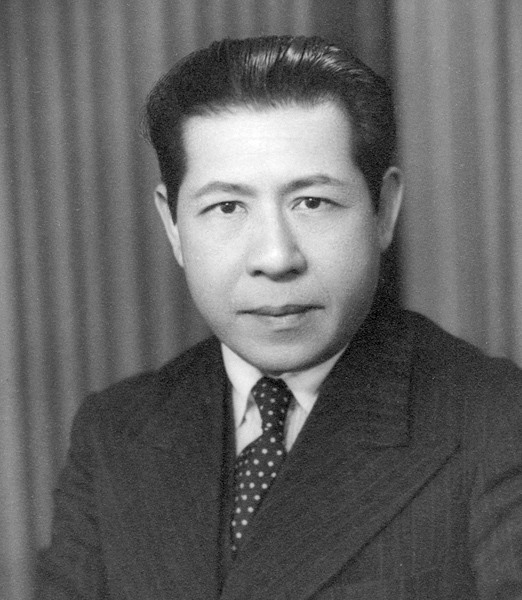
市长陈公博

## 主要官员（华界：重庆、南京国民政府蒋介石政权）

### 政府
- 市长：俞鸿钧[註 3]

- 市长俞鸿钧